# Суходолска река
Суходолска река е река в България, област София, ляв приток на Владайска река от басейна на Искър. Дължината ѝ е 24 km.
Суходолска река извира от северното подножие на връх Дупевица в Люлин планина. До кв. „Суходол" тече на север в дълбока залесена долина. След това коритото ѝ е коригирано и минава южно и югоизточно от жк „Люлин", през кв. „Връбница", южно от жк „Надежда", западно и северно от кв. „Орландовци" и източно от кв. „Бенковски“ се влива отляво във Владайска река на 518 m н.в.
Площта на водосборния басейн на реката е 50 km2, което представлява 33,1% от водосборния басейн на Владайска река.
Максималният отток на Суходолска река е през месеците април-юни, дължащ се на снеготопенето, а минимумът – август – октомври.
Основен и най-голям приток – река Стубела (десен).
Северно от кв. „Суходол" е изграден язовир „Суходол" за регулиране оттока на водите на реката и нейните по-малки леви притоци.

## Топографска карта
- Лист от карта K-34-59. Мащаб: 1 : 100 000.
- Лист от карта K-34-47. Мащаб: 1 : 100 000.